# Shuko Aoyama
Shuko Aoyama (japonês: 青山 修子, Hepburn: Aoyama Shūko, Machida, 19 de dezembro de 1987) é uma tenista profissional japonesa, especialista em duplas.

## WTA finais

### Duplas: 8 (5 títulos, 3 vices)
| Legenda                             |
| ----------------------------------- |
| Grand Slam (0–0)                    |
| WTA Tour (0–0)                      |
| Premier Mandatory & Premier 5 (0–0) |
| Premier (0–0)                       |
| International (5–3)                 |

| Títulos por Piso |
| ---------------- |
| Duro (5–3)       |
| Grama (0–0)      |
| Saibro (0–0)     |
| Carpete (0–0)    |

| Posição | N. | Data               | Torneio                               | Piso | Parceira            | Oponentes                        | Placar                      |
| ------- | -- | ------------------ | ------------------------------------- | ---- | ------------------- | -------------------------------- | --------------------------- |
| Vice    | 1. | Outubro 17, 2010   | HP Open, Osaka, Japão                 | Duro | Rika Fujiwara       | Chang Kai-chen Lilia Osterloh    | 0–6, 3–6                    |
| Campeã  | 1. | Agosto 3, 2012     | Citi Open, Washington, D.C., EUA      | Duro | Chang Kai-chen      | Irina Falconi Chanelle Scheepers | 7–5, 6–2                    |
| Campeã  | 2. | Março 3, 2013      | Malaysian Open, Kuala Lumpur, Malásia | Duro | Chang Kai-chen      | Janette Husárová Shuai Zhang     | 6-7(4-7), 7-6(7-4), [14-12] |
| Campeã  | 3. | Agosto 3, 2013     | Citi Open, Washington, D.C., EUA      | Duro | Vera Dushevina      | Eugenie Bouchard Taylor Townsend | 6–3, 6–3                    |
| Campeã  | 4. | Agosto 3, 2014     | Citi Open, Washington, D.C., EUA      | Duro | Gabriela Dabrowski  | Hiroko Kuwata Kurumi Nara        | 6–1, 6–2                    |
| Campeã  | 5. | Outubro 12, 2014   | Japan Women's Open, Osaka, Japão      | Duro | Renata Voráčová     | Lara Arruabarrena Tatjana Maria  | 6-1, 6-2                    |
| Vice    | 2. | Janeiro 10, 2015   | ASB Classic, Auckland, Nova Zelândia  | Duro | Renata Voráčová     | Sara Errani Roberta Vinci        | 2-6, 1-6                    |
| Vice    | 3. | Fevereiro 15, 2015 | PTT Thailand Open, Pattaya, Tailândia | Duro | Tamarine Tanasugarn | Chan Hao-ching Chan Yung-jan     | 6–2, 4–6, [3–10]            |